# SEM 52 A
Das Sender/Empfänger, mobil SEM 52 A war das 1971 eingeführte Standard-Handsprechfunkgerät der Bundeswehr und das erste voll transistorisierte Handsprechfunkgerät im Heer.
Das VHF-Funkgerät wurde 1968 durch die Firma Standard Elektrik Lorenz entwickelt. Bei dem Gerät waren sechs Kanäle aus 400 möglichen schaltbar. Für die Kanäle 1 bis 4 gab es 24 auswechselbare Kanaleinsätze, davon jeweils 4 Einsätze in einem Behälter. Die Frequenzen 47,8 MHz auf Kanal 5 und 55,5 MHz auf Kanal 6 waren bei allen SEM 52 A der Bundeswehr identisch.
Das Gerät bestand aus Sender/Empfänger-Gehäuse, Sprechsatz, Antenne und Tragetasche. Die Stromversorgung erfolgte mit sechs Mignon-Batterien- oder Akkumulatoren. Das Wechselsprechgerät konnte am Koppel befestigt werden, war gegen EMP-Strahlung geschützt und hatte im ebenen Gelände eine maximale Reichweite von etwa fünf Kilometern.
Das SEM 52 A sollte ursprünglich durch den 1972 entwickelten Prototypen SEM 53 abgelöst werden, wurde 1984 dann aber durch das weiterentwickelte SEM 52 S bei der Bundeswehr abgelöst.